# فروت چان
فروت چان (انگلیسی: Fruit Chan؛ زادهٔ ۱۵ آوریل ۱۹۵۹) فیلمساز هنگ کنگی است که بیشتر برای سبکش در فیلم که بازتاب‌دهنده زندگی روزمره مردم هنگ کنگ می‌باشد، شناخته شده است. او برای استفاده از بازیگران آماتور مثل سم لی در فیلم ساخت هنگ کنگ مشهور است. این فیلم موفق، برنده جوایز بسیاری در کشور خودش و نیز در کشورهای خارجی شد و او را به شهرت رساند. در سال ۲۰۰۲، چان از اعضای هیئت داوران بیست و چهارمین دوره جشنواره بین‌المللی فیلم مسکو بود.